# Pavel Novotný (labdarúgó)
Pavel Novotný (Kroměříž, 1973. szeptember 14. –) cseh válogatott labdarúgó.

## Pályafutása

### Klubcsapatban
Pályafutása során számos csapatnál megfordult. Játszott többek között a Slavia Praha, az Union Cheb, a VfL Wolfsburg, a Sparta Praha, a Bohemians Praha és az SC Xaverov csapataiban. A Slavia tagjaként egy, a Sparta tagjaként három cseh bajnoki címet szerzett.

### A válogatottban
1993 és 1996 között 18 alkalommal szerepelt a cseh U21-es válogatottban és 8 gólt szerzett. A cseh válogatottban 1996 és 1999 között 2 mérkőzésen lépett pályára. Részt vett az 1996-os Európa-bajnokságon.

## Sikerei, díjai
Slavia Praha
- Cseh bajnok (1): 1995–96
- Cseh kupa (1): 1996–97

Sparta Praha
- Cseh bajnok (3): 1998–99, 1999–00, 2000–01

Csehország
- Európa-bajnoki döntős (1): 1996

## Külső hivatkozások
- Pavel Novotný adatlapja a National-Football-Teams.com oldalon (angolul)

- Pavel Novotný (angol nyelven). FootballDatabase.eu
- Pavel Novotný (angol nyelven). eu-football.info
- Pavel Novotný (cseh nyelven). fotbal.cz, FAČR